# Бубал на Хънтър
Бубал на Хънтър още Хирола (Beatragus hunteri) е вид бозайник от семейство Кухороги (Bovidae). Възникнал е преди около 0,0117 млн. години по времето на периода кватернер. Видът е критично застрашен от изчезване.

## Разпространение
Разпространен е в Кения и Сомалия.

## Описание
На дължина достигат до 1,6 m, а теглото им е около 79,1 kg.
Продължителността им на живот е около 15,2 години. Популацията на вида е намаляваща.